# 河野雄一郎
河野 雄一郎（こうの ゆういちろう、1961年3月16日 - ）は、日本の実業家。株式会社森ビル取締役常務執行役員、森ビルエステートサービス株式会社代表取締役社長、森ビル顧問を歴任。

## 来歴
鹿児島県出身。1985年3月、駒澤大学経済学部卒業。同年4月、森ビル入社。
1987年8月、六本木丁目再開発事業（六本木ヒルズ）権利調整・行政協議担当。
1998年11月、社長室企画調査担当。
1999年1月、秘書室長（森稔社長の秘書）。
2006年7月、取締役秘書室長。
2009年1月、取締役秘書室長兼広報室長。同年12月、常務取締役　秘書室・広報室担当。
2011年6月、取締役常務執行役員　秘書室・広報室担当。
2013年6月、取締役常務執行役員 都市政策企画・秘書・広報担当。
2020年6月、森ビルエステートサービス代表取締役社長、森ビル特任執行役員（兼任）

。
2022年6月28日、森ビル顧問（兼任）。
2023年6月、森ビルエステートサービス取締役会長
一般社団法人再開発コーディネーター協会副会長、不動産協会都市政策委員会委員長、日本秘書協会理事などを務める。